# 電車男 (電影)
《電車男》（日语：電車男）是一部2005年的日本電影，改編自愛情小說《電車男》，由村上正典執導，山田孝之主演，東寶出品。主題曲是由橘子新乐园主唱的《愛的大行進》。於2005年6月4日在日本上映，於同年的8月26日在台灣、10月6日在香港放映。

## 劇情大綱
電影故事基本上與原作相仿，描述男主角在電車上救了一名年輕女子，女子送他一對愛馬仕的茶杯作為答謝，兩人以此為契機開始約會、相識並相戀。

## 主要演员
- 電車男：山田孝之（粤语配音：陳冠宏） ※为首次主演电影
- 愛瑪仕小姐：中谷美紀（粤语配音：王夢華） ※因2ch原留言中提到愛瑪仕小姐长得像中谷美紀而选择她出演
- 醉漢大叔：大杉漣（粤语配音：陳旭明）
- 愛瑪仕小姐的母亲：田島令子（日语：田島令子）
- 愛瑪仕小姐的朋友：西田尚美
- 情侶：伊藤淳史、伊東美咲 ※客串，電視版男女主角
- 2ch网民

隱蔽青年：瑛太
護士：國仲涼子
御宅族A：岡田義德
御宅族B：三宅弘城
御宅族C：坂本真
上班族：佐佐木藏之介（粵語配音：朱子聰）
主婦：木村多江

## 迴響
《電車男》電影票房在2005年日本電影中排名第14，截至2006年1月，票房金額為3,532,525,613日圓，自上映以來，其票房收入已超過3500萬美元。
Metacritic在滿分100分中給了《電車男》60分。Pop Culture Shock的Erin Finnegan評論了電影使用的ASCII藝術，指出英語圈和日語圈使用的表情符號完全不同，所幸這些符號在電影裡有良好的呈現。。Manga Life的邁克·阿倫森（Michael Aronson）批評這部電影，他表示主角跌跌撞撞的樣子毫無社交禮儀可言，但整部電影卻反覆出現這種場景，對只想看到主角趕快把到妹的觀眾而言，這種過程簡直是折磨。此外他還表示女主角缺乏個性，無法理解為何她為何會受到男主角吸引。
《舊金山紀事報》的G.艾倫·強森（G. Allen Johnson）稱「《電車男》中高頻率地以在螢幕上呈現網路討論版或畫外音的方式表現出網友的留言，使觀眾可能對真人以人聲對另一個真人說話感到驚訝」。《紐約時報》的珍妮特·卡索利斯（Jeannette Catsoulis）認為電影以溫和的方式表達了比起網路交流，人們更應該重視實體交流，並認為電影旨在鼓勵大家遠離電腦、走出戶外。她表示對日本這樣的科技大國而言，這樣的建議是革命性的。
《鄉村之聲》的德魯·蒂爾曼（Drew Tillman）批評電影中以分割畫面呈現網友的手法。《電視指南》的梅特蘭·麥多納批評這部電影節奏拖拖拉拉，但她也對這部立基於現實故事的浪漫幻想表達讚許。